# تيرانس بوين
تيرانس بوين (بالإنجليزية: Terrance Bowen)‏ هو منافس ألعاب قوى أمريكي، ولد في 15 سبتمبر 1971.

## وصلات خارجية
- تيرانس بوين على موقع الاتحاد الدولي لألعاب القوى (الإنجليزية)